# Paralysie périodique
 Mise en garde médicale
Les paralysies périodiques sont un groupe de maladies génétiques rares qui conduisent à une faiblesse musculaire ou une paralysie (rarement la mort) à partir de facteurs déclenchant courants tels que le froid, la chaleur, des repas riches en glucides, le jeûne, le stress, l'excitation et l'activité physique de toute nature. Le mécanisme sous-jacent de ces maladies est un dysfonctionnement des canaux ioniques des membranes des cellules musculaires du squelette qui permettent aux ions de passer dans ou hors de la cellule musculaire, en provoquant une dépolarisation de la paroi cellulaire et une incapacité des cellules de se contracter (une canalopathie).
Les symptômes d'une paralysie périodique peuvent être provoqués par une hyperthyroïdie et la maladie est alors appelée paralysie périodique thyrotoxique.

## Types
Les différentes paralysies périodiques sont des myopathies autosomiques dominantes avec une pénétrance très variable, conduisant à toute une gamme de phénotypes familiaux (un seul parent a besoin d'avoir une mutation du gène pour que les enfants, mais pas tous les membres de la famille qui partagent le gène soient touchés au même degré). Les maladies spécifiques incluent:
- La paralysie périodique hypokaliémique (Numéro de code selon l'Online Mendelian Inheritance in Man (OMIM) : 170 400), avec trop forte pénétration de potassium dans les cellules musculaires à partir de la circulation sanguine.

- la paralysie périodique hyperkaliémique ((OMIM) : 170 500), où le potassium sort des cellules pour passer dans la circulation sanguine.

- la paramyotonie congénitale ((OMIM) : 168 300), une forme qui accompagne souvent la paralysie périodique hyperkaliémique, mais qui peut exister seule. Le symptôme principal de la paramyotonie congénitale est une contracture musculaire qui se développe pendant les exercices physiques ou l'activité. Les crises peuvent également être déclenché par un faible niveau de potassium dans le sang. Cela signifie que des gens avec une paralysie périodique hyperkaliémique et une paramyotonie congénitale peuvent avoir des crises avec des fluctuations de potassium vers le haut ou vers le bas.

- Le syndrome d'Andersen-Tawil (ATS)((OMIM) : 170 390), une forme de paralysie périodique qui s'accompagne d'importants problèmes de rythme cardiaque, d'évanouissement et de risque de mort subite. Les concentrations de potassium peuvent être basse, haute, normale lors d'attaques de l'ATS. Les patients atteints de la maladie peuvent aussi avoir des anomalies du squelette comme une scoliose (courbure de la colonne vertébrale), une sangle entre le deuxième et le troisième orteils ou doigts (syndactylie), des doigts crochus (clinodactylie), une petite mâchoire (micrognathie) et des oreilles bas implantées.

## Diagnostic
Cette maladie est particulièrement difficile à diagnostiquer. Les patients rapportent souvent des années de mauvais diagnostic et des traitements qui les ont aggravés au lieu de les améliorer. Une partie des symptômes de ce qui peut être perçu comme une migraine sont présents chez plus de 50 % des patients et peut provoquer un ensemble confus de signes, comme des maux de tête, des difficultés d'élocution et des auras visuelle, auditive ou sensorielle. L'analyse de l'ADN n'est disponible que pour seulement une demi-douzaine de mutations de gènes communs, tandis que des dizaines de mutations connues sont possibles, mais ne sont pas systématiquement testées. Les résultats des EMGs seront normaux, sauf pendant les attaques. Un EMG d'effort bref (contraction du muscle pendant plus de 10 secondes) ou long (contraction pendant plus de 5 minutes) peut fournir un diagnostic précis dans plus de 80 % des cas. Le test de provocation à l'insuline qui peut mettre la vie en danger ne doit plus être utilisé.
À noter également que des concentrations plasmatiques en potassium en dehors des limites normales peuvent causer des paralysies graves voire mortelles. Ces maladies sont différentes de celles dues à une trop faible (hypokaliémie) ou trop forte concentration en potassium (hyperkaliémie) et ne doivent pas être traitées comme telles. La quantité de potassium de l'ensemble du corps est habituellement normale, il est juste au mauvais endroit.

## Traitement
Le traitement des paralysies périodiques comprend généralement des inhibiteurs de l'anhydrase carbonique (acétazolamide ou dichlorphénamide), associé à un traitement par supplémentation en chlorure de potassium par voie orale et un diurétique d'épargne potassique (pour les hypokaliémies) ou éviter les apports potassiques et utiliser les diurétiques thiazidiques pour augmenter la quantité de potassium excrétée par les reins (pour les hyperkaliémiess) et des changements importants de style de vie avec notamment des niveaux de d'exercice ou d'activité étroitement contrôlés. Cependant, le gène muté, le canal ionique touché et le taux de change ou d'expression du gène peuvent avoir un impact significatif sur le handicap et son traitement.
Le traitement du syndrome d'Andersen-Tawil est similaire à celui d'autres types de paralysie périodique, avec dichlorphenamide comme médicament de première intention. Toutefois, l'implantation d'un pacemaker ou d'un défibrillateur implantable peut être nécessaire pour maîtriser les symptômes cardiaques.
L'administration intraveineuse d'ions potassium par voie intraveineuse peut permettre d'accélérer la récupération.

## Pronostic
L'invalidité peut être de mineure avec une faiblesse occasionnelle, jusqu'à des lésions musculaires permanentes, l'incapacité d'occuper un emploi normal et l'utilisation d'un fauteuil motorisé, la plupart des gens vivent assez bien avec des médicaments et des changements de mode de vie.